# Panda3D
Panda3D è un motore 3D open source per lo sviluppo di videogiochi creato dalla Disney, che include la gestione - oltre che della grafica 3D - di audio, I/O, rilevamento delle collisioni, fisica e altre caratteristiche rilevanti per la realizzazione di videogiochi 3D. Si tratta di una libreria C++ con un insieme di bindings per Python: sviluppare un gioco con Panda3D di solito consiste nella scrittura di un programma Python o C++ che controlla la libreria Panda3D.
Attualmente lo sviluppo del motore è gestito congiuntamente dalla Disney e dal Carnegie Mellon University's Entertainment Technology Center.

## Programmi simili
- OGRE 3D
- Soya 3D